# Municipio de Salem (condado de Sedgwick)
El municipio de Salem (en inglés: Salem Township) es un municipio ubicado en el condado de Sedgwick en el estado estadounidense de Kansas. En el año 2010 tenía una población de 9486 habitantes y una densidad poblacional de 113,96 personas por km².

## Geografía
El municipio de Salem se encuentra ubicado en las coordenadas 37°30′35″N 97°19′3″O / 37.50972, -97.31750. Según la Oficina del Censo de los Estados Unidos, el municipio tiene una superficie total de 83.24 km², de la cual 82.64 km² corresponden a tierra firme y (0.72%) 0.6 km² es agua.

## Demografía
Según el censo de 2010, había 9486 personas residiendo en el municipio de Salem. La densidad de población era de 113,96 hab./km². De los 9486 habitantes, el municipio de Salem estaba compuesto por el 93.58% blancos, el 0.72% eran afroamericanos, el 1.13% eran amerindios, el 0.4% eran asiáticos, el 0.03% eran isleños del Pacífico, el 1.09% eran de otras razas y el 3.06% pertenecían a dos o más razas. Del total de la población el 4.17% eran hispanos o latinos de cualquier raza.